# Caixa xinesa
La caixa xinesa és un instrument idiòfon percudit, de fusta, que habitualment té forma d'hexaedre, tot i que també n'hi ha de tubulars, i que es toca amb una baqueta. En una o dues de les seves cares rectangulars té una petita escletxa per permetre la ressonància; adopta la forma d'un maó. El seu nom ve perquè és una còpia força simplificada de l'instrument tradicional xinès mùyu. És habitual a les escoles i a grups de jazz, així com a orquestres grans que tinguin un grup de percussió ampli. Produeix un so indeterminat, per això serveix per marcar el ritme però no per confegir la melodia de la cançó que s'estigui tocant.
La majoria de cultures tradicionals tenen instruments semblants a la caixa xinesa, de diferents mides i formes. (xinès: 木魚, pinyin: mùyú), (japonés: mokugyo), (coreà: moktak).

## Història
Tal com indica el nom, aquest instrument prové del país oriental de la Xina. Originalment, tenia el nom de "Paiban", però més tard es va batejar amb el nom de caixa xinesa pel seu lloc de procedència. Era molt usat per l'ètnia "han", un grup ètnic de diferents països asiàtics i el més gran del món.
Encara que va ser important a l'orient, aquest instrument musical va ser portat a Europa entre el 1923 i el 1925. Les seves primeres aparicions van ser amb les orquestres musicals de Jazz com a complement de la bateria. Més tard, va aconseguir ocupar un lloc important a la major part del continent europeu i els seus voltants a causa de l'acceptació obtinguda i l'expansió que va tenir. Finalment, la seva fama l'ha fet quedar principalment a les orquestres de Jazz.

## Com es toca
En primer lloc, s'ha de col·locar l'instrument. La caixa xinesa es pot fer sostenint-la amb la mà o, si és necessari, amb les dues mans. Alhora, es pot recolzar en una superfície plana lleugerament encoixida per evitar reverberacions. També és possible muntar la caixa xinesa en un suport que, generalment, es fa per unir-la a altres instruments. Els quatre forats que té a les cantonades de la part superior i inferior són els que permeten fer aquesta unió. Fan que la caixa xinesa, amb claus i cargols, es pugui subjectar a altres instruments.
En segon lloc, el que és necessari per fer sonar la caixa xinesa és una o dues baquetes de tipus dur. Aquestes, poden tenir la punta de fusta o bé de goma. Seguidament, és important assegurar-se que la ranura està encarada cap al públic o allà on es vulgui projectar el so.
Finalment, per generar el so s'ha de colpejar la superfície de fusta de la part superior, prop de la vora on hi ha la ranura. Aquí, el so és lleugerament és agut i té més volum. Si es colpeja prop de la vora oposada, el so serà més greu.